# Mauricio en los Juegos Olímpicos de Río de Janeiro 2016
Mauricio participa en los Juegos Olímpicos de 2016 en Río de Janeiro, Brasil, del 5 al 21 de agosto de 2016.
La jugadora de bádminton Kate Foo Kune fue la abanderada durante la ceremonia de apertura.

## Deportes
Atletismo
- David Carver (maratón masculina)
- Jonathan Drack (salto triple masculino)
- Aurélie Alcindor (200 metros femenino)

Bádminton
- Kate Foo Kune (individual femenino)

Boxeo
- Merven Clair (peso medio masculino)
- Kennedy St-Pierre (peso pesado masculino)

Ciclismo
- Yannick Lincoln (cross country masculino)

Halterofilia
- Roilya Ranaivosoa (−48 kg femenino)

Judo
- Christianne Legentil (-52 kg femenino)

Natación
- Bradley Vincent (100 metros estilo libre masculino)
- Heather Arseth (100 metros estilo libre femenino)

Triatlón
- Fabienne St. Louis (categoría femenina)